# Macrostylis vigorata
Macrostylis vigorata är en kräftdjursart som beskrevs av Boris Vladimirovich Mezhov 1999. Macrostylis vigorata ingår i släktet Macrostylis och familjen Macrostylidae. Inga underarter finns listade i Catalogue of Life.